# 切萨皮克湾隧桥
切萨皮克湾隧桥 （Chesapeake Bay Bridge–Tunnel，CBBT）为全长23-英里（37-）的隧桥，穿过切萨皮克湾，并将德玛瓦半岛的弗吉尼亚东海岸，连接到弗吉尼亚海滩与弗吉尼亚汉普顿锚地的大都会区。车辆轮渡服务在20世纪30年代开始运载来自南汉普顿锚地与弗吉尼亚半岛的车辆，直到1964年隧桥完工，它才被取代。
隧桥起初由12英里（19）栈桥，两个1-英里（1.6-）长隧道，四个人工岛，两个高架桥，大约2英里（3.2）堤道，和5.5英里（8.9）引道组成——横过切萨皮克湾并维持了顶针浅滩（Thimble Shoals）和切萨皮克航道上的交通。该系统是世界上仅有的12个隧桥系统中的一个，其中有三个在汉普顿锚地。
自开放以后，切萨皮克湾隧桥已经通过超过了1亿辆车。 大桥设施承载着13号美国国道——弗吉尼亚州东海岸南北向的主要公路，而且，作为东海岸长期的海洋公路，大桥也提供着给弗吉尼亚州东海岸及南汉普顿锚地之间连接的道路，同时也是另一条连接东北区域与诺福克和卡罗来纳中间区域的公路。隧桥节约了机动车主从弗吉尼亚海滩 / 诺福克到特拉华谷95英里（153）或一个半小时的里程，也不必经受巴尔的摩-华盛顿大都市区的交通堵塞。12美元的通行费可由绕过马里兰和特拉华段的95号州际公路节省的的通行费抵消一部分。
由通行费收益公债券提供资助，大桥在1964年4月15日开幕开放。  1987年八月，它被官方命名为Lucius J. Kellam Jr. Bridge-Tunnel ，此人是长期为大桥发展和运作而工作的公民领袖之一。然而，它任以切萨皮克湾隧桥著称。
1995年到1999年，以2亿美元的成本，水上部分的运载能力增加到了四车道。双车道隧道的升级已经提出，但还未执行。
大桥由切萨皮克湾桥梁隧道区建造和运营，该区为弗吉尼亚州下属行政区域，由切萨皮克湾桥梁隧道委员会管理。大桥成本通过征收通行费回收。2002年，弗吉尼亚州议会执行的联合立法审计和审查委员会研究决定（JLARC）“由于本州未来无法提供大桥的资本需求，该区及委员会应当继续将隧桥永远作为收费设施运营和维护。”

## 定居于切萨皮克湾的两侧
1606年12月，伦敦弗吉尼亚公司派遣一支探险队去北美弗吉尼亚建立殖民地。从英格兰横跨大西洋后，他们在现在称为切萨皮克湾的入海口南边抵达新世界。 他们以国王的儿子命名弗吉尼亚海角，南边的称为亨利角，以威尔士亲王亨利·腓特烈命名；北边称为查尔斯角，以他弟弟，约克公爵查尔斯命名。几周之后，他们在南端大陆的海湾边上，沿着詹姆斯敦的詹姆斯河沿岸建立了第一个永久殖民地。
横跨海湾，查尔斯角北方区域位于随后被称为德玛瓦半岛沿岸。这块与东部海湾相连的区域称为弗吉尼亚州东海岸。随着整个殖民地增长，海湾成为了与弗吉尼亚大陆交易的重大交通阻碍。弗吉尼亚原有的八个郡之一建于1634年，并最终成为现代的两个县。然而，与大陆地区相比，商业和增长，都由于需要跨海而受到x因此，那里几乎没有工业基地，大部分居民依靠种植与摆渡为生，两者均在海湾（当地称为“湾边”）和大西洋（“海边”）上。
开始的350年里，船只和渡轮系统提供主要的交通运输。

## 20世纪30年代至60年代的渡轮系统
20世纪30年代到1954年，一个公共服务业的私有公司，弗吉尼亚渡轮公司，经营了定期的弗吉尼亚东海岸和南汉普顿锚地安妮公主县（现在为弗吉尼亚海滩的一部分）之间的车辆（汽车，公交，卡车）和乘客轮渡系统。称为小溪-查尔斯角轮渡的轮渡系统，组成了13号国道的一部分。1951年，北方的终点被重新设到现在位于Kiptopeke州立公园的地方 。
尽管船队拥有大型现代船只，最终够胜任每天90趟单程航线，漫长的横渡也因交通拥堵和天气险恶而遭到延迟。
1954年弗吉尼亚州议会（州立法机构）设立一个行政区，名为切萨皮克湾渡轮区，它的行政实体，切萨皮克湾渡轮委员会。为改进现有轮渡系统，委员会授权通过债券融资的形式收购私人轮渡公司。
隧桥建成时，许多小溪-查尔斯角轮渡服务的轮渡设备都在那时出售并重新部署进行五月角-刘易斯轮渡服务，轮渡穿过特拉华刘易斯和新泽西五月角之间的特拉华湾长17-英里（27-）的入海口。

## 探究固定横渡
1956年，州议会授权轮渡委员会执行关于建设固定横渡可行性的研究。研究结果表明，车辆横渡可行。
研究考虑到了东海岸和半岛/南汉普顿锚地之间的服务设施。最终，选择了在东海岸和切萨皮克海滩安妮公主县小溪(Little creek) 东侧，林黑文(Lynnhaven)小湾西侧）之间最短的路程。另一个提供连接汉普顿和半岛的固定横渡选项未则未继续考虑。
起初，考虑了在选定路线上，用高架桥横穿两个主航道的做法——通向汉普敦锚地的顶针浅滩航道，以及通向海湾北处，特别是巴尔的摩港的切萨皮克航道。然而，美国海军，由于担心高架桥坍塌会导致大部分驻扎在休厄尔海岬诺福克海军基地的大西洋舰队和汉普敦锚地港口区内的船只通往大西洋受阻，而反对此意图。

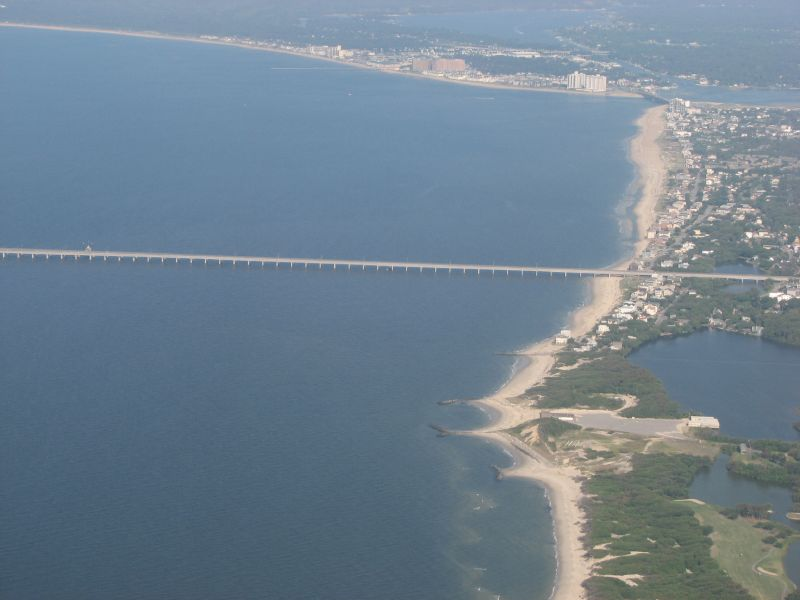
弗吉尼亚海滩的大桥入口处的鸟瞰

为满足这些顾虑，工程师建议建设一连串的桥梁和隧道（称为隧道桥，与1957年完工的汉普敦锚地隧道桥相似，但明显是一个更长更大的设施）。隧道部分，由四个近似5英畝（2.0公頃）的人工岛屿锚定，在两处主航道水下通过。大桥由密苏里州圣路易斯的Sverdrup & Parcel工程公司设计。

## 1960-1964年大桥建设
1960年夏季，切萨皮克湾轮渡委员会把2亿美元的通行税收入债券卖给了私人投资者，收入则用于资助隧道桥的建设。将来收取通行费获得的资金用于支付债券的本金和利息。没有任何地方，州，或联邦的税收资金用在了此建设项目上。
建筑合同授给了潮水建筑公司和梅里特-查普曼＆斯科特公司合作建设。用于横渡北端高架桥的钢铁上层建筑由美国钢铁公司的美国桥梁部制造。六个月用于从全球集结基础设备之后，隧道桥的建设于1960年10月开始。
欧雷·辛史塔得采用了改良的巴尔的摩港隧道建造技术，原技术首先在每条隧道的位置挖开一道渠，再将事先装配好的隧道部分从驳船上用悬索放入渠中。室内灌满水使隧体下沉，而后用潜水设备将隧体对齐，并拴在一起，将水抽出，最后隧道用土覆盖。
建设时伴随着东北风暴，飓风，和不定的大西洋施加的苛刻条件。1962年圣灰星期三风暴时期，许多工作部分完成，一个主要的打桩机驳船“The Big D”被毁。七个工人死于不同的建设时期。1964年4月，开工后42个月，切萨皮克湾隧道桥通车，轮渡服务不再继续。

## CBBT和Lucius J. Kellam Jr.
创立于1954年的轮渡委员会和它所监管的交通区，后来因重新制定了的建造和运营切萨皮克湾隧桥的任务，被重新命名。CBBT区是一个公共机构，也是一个弗吉尼亚联邦的法定分支。然而，隧道桥由从使用本设施的车主收取的通行费来提供资金维护。

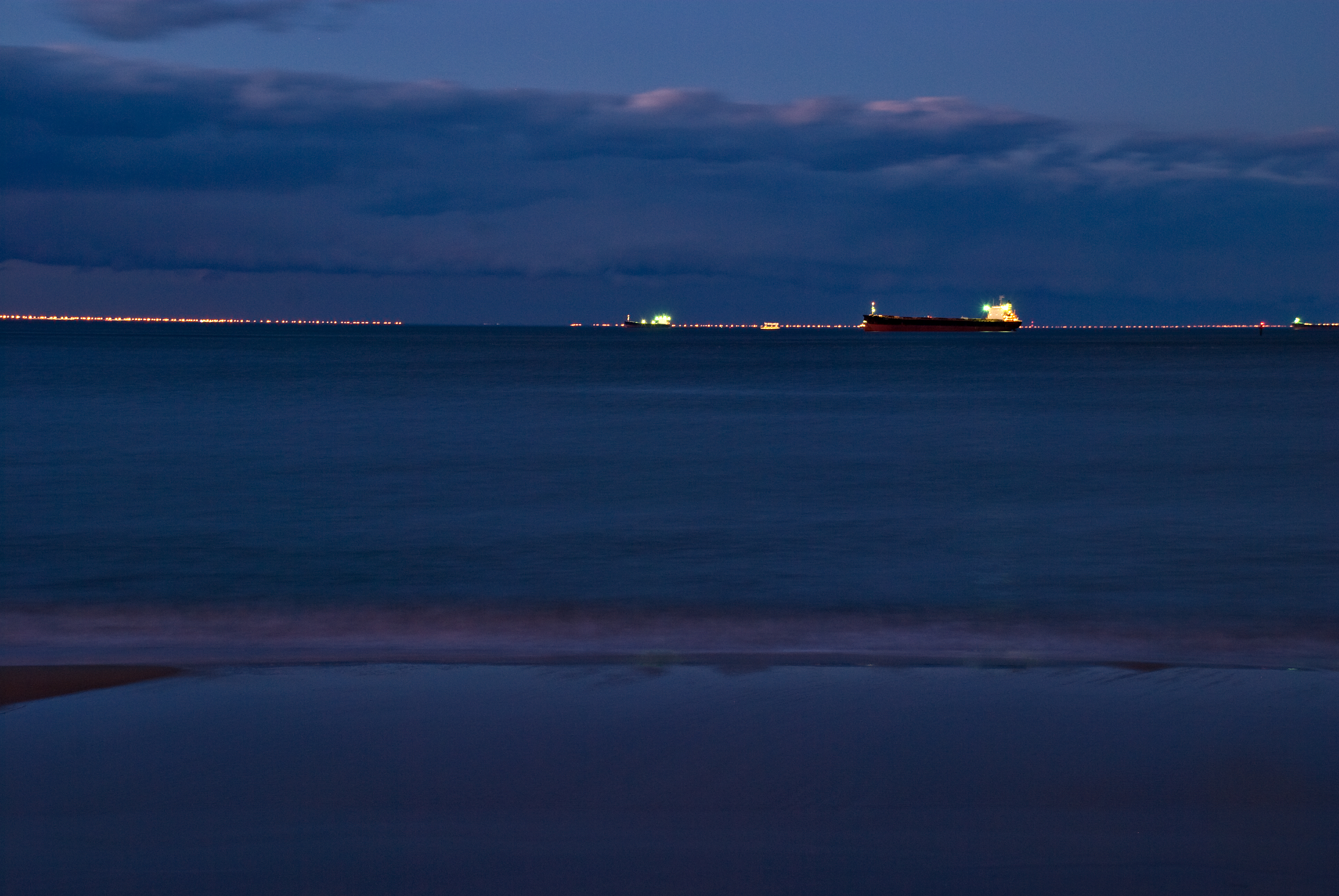
夜晚时货船排队通过隧桥设施

东海岸原住民，商人，公民领袖Lucius J. Kellam Jr.(1911–1995) 是原委员会的首任主席。1995年他去世时，基于诺福克的弗吉尼亚向导报 的评论回想起Kellam曾经将几百万美元的隧桥项目从想象变成现实的过程。
建设之前，Kellam处理了选址上的政治争辩，满足了美国海军关于通向休厄尔海岬诺福克海军基地的潜在威胁担忧。
Kellam亦直接参与以债券资助此横渡壮举的商讨。根据报纸文章，“有两个不无根据的恐惧，（1）风暴驱使的大海和漂浮或者离航的船只可能造成伤害，即便未被损坏，跨度和（2）车流量也不足以有序偿还全部债务。果然，部分大桥偶尔会被船只损坏，而且很长一段时间这个高风险债券的持有人无法从投入中收取任何利益。”
东弗吉尼亚州的政治偶像Kellam，困难时期仍旧担任主席并且是CBBT的拥护者，最终，债券持有人随着通行税收入赶上支出而获得回报。他继续任职直到1993年80岁时才退休。他在岗位上坚守了39年。
通车长达20多年之后，1987年，为表示对他的敬意，此设施重新以他命名。

## 现代世界七大工程奇迹之一
紧接着1964年大桥通车，在世界上一百多个大型项目中，美国土木工程师协会（ASCE）将它选为“现代世界七大工程奇迹之一”。
隧桥的单个组成部分有史以来并非建造得最长最大。然而，作为单个横渡，整个项目却在主体结构的数量和类型上涵盖得独一无二——包括栈桥，隧道，人工岛，桥梁，堤道，和引道——并且，它是在不利情况下并针对不利情况建造的。
CBBT已经不再在ASCE名单上，被一个更新的工程奇迹取代。

## 1995-1999年新增的栈桥和车道

带有新桥的余下区域的信息标志

耗资1.97亿美元，为缓解交通和安全因素，建造了新的平行双车道栈桥。平行栈桥完工后，交通立马转移到栈桥上，原栈桥和道路将进行2千万美元的式样翻新，维修因35年服务产生的磨损和开裂，以及特点升级，如路面重铺。老设施部分在1999年4月19日重新开放。
1995至1999年的项目将设施水上部分的承载能力增加到四车道，为南向部分加宽了路肩，提供了必须的维护，提供了防止如果船只撞击或其他伤害造成的完全关闭（过去发生过两次）的保护措施；部分出于这个原因，并行的栈桥并不直接相邻，于是减少了两桥被同一个事故损坏的概率。

## 走向未来：CBBT隧道的需求与选择
尽管也有计划扩建隧道承载能力，此设施目前仍继续使用原来的唯一一个双车道隧道。
2005年在弗吉尼亚州议会的指导下，用新的更深的四车道隧道取代双车道隧道的计划被无限推迟。尽管更换现行隧道将会增加航运能力和安全，但是交通流量和大量的成本估计决定了汉普顿锚地区域其他的横渡方式获得更高的优先级，争论围之进行。更换隧道成本估计为9亿美元。
尽管后来几年，弗吉尼亚州交通无法满足持续加深，切萨皮克湾隧桥委员会的财政，仍根据2002年联合立法审计和审查委员会（JLARC）给州议会的报告中的建议，分开存放。研究结果表明“由于本州无法提供大桥未来的资本需求，该区及委员会应当继续将隧桥永远作为收费设施运营和维护。”

## 运营，维护和管制

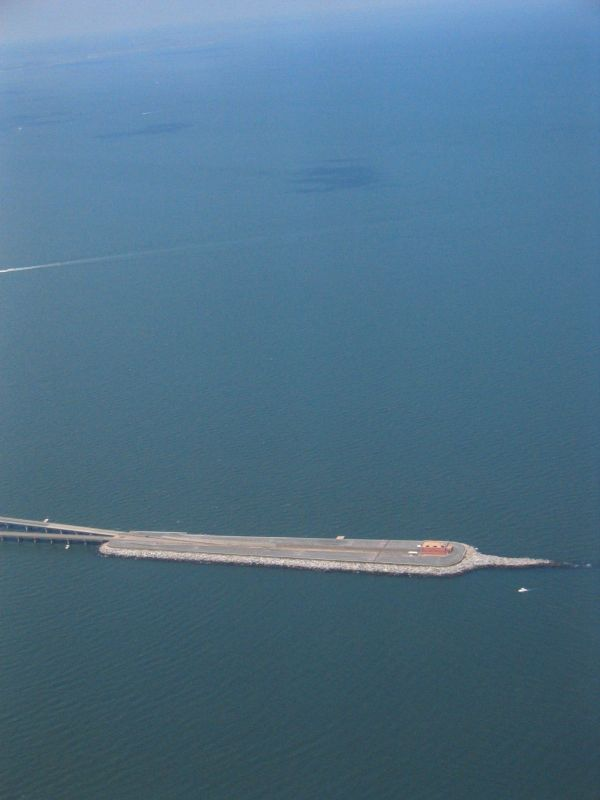
空中看到的人工岛之一

收费设施在大桥两端。双向均收取费用。自2010年起，（无拖车）汽车通过CBBT收费12美元。然而，若汽车首程内24小时返程，第二次通过仅收费5美元。摩托车与无拖车汽车收费相同。其他车辆根据大小和用途收费，而且不受返程折扣。 通行费要么由CBBT发行的纸票收取现金，要么通过E-ZPass电子道路收费系统收取。  2007年11月1日，隧桥开始接受Smart Tag/E-ZPass支付。
出于多层安全考虑，所有收费车道包括E-ZPass独占车道，都设有关卡，调转不可进入车辆。例如： 
- 强风吹翻某些车辆。[13] 因此，风速超过40英里每小時（64每小時）时一些车辆禁止通行，当出现5级飓风风力或其他极端天气时，所有车辆禁止通行。[14]
- 有害物质和压缩气体受到不同的限制和检查，以确保隧道安全。[13][15]
- 两条隧道限高13英尺6英寸（4.11）。2007年4月，一辆过高卡车严重损坏了隧道。修理花了三个星期。 [13]
- 如果警务活动，事故，或道路封闭阻止了交通自由移动，关卡将会阻止司机进入，司机也不至于得在狭窄的空间内掉头或者在隧桥中等待良久。[13]

隧桥管理阻止自行车进入，但是提供了12美元的穿梭车服务。自行车手需要预先拨打电话。
大桥强制每五年检查和维修一次。由于维护大桥需要耗时五年，此项工作从未停止。
切萨皮克湾隧桥是唯一采用了自身警察部门的交通设施，根据原来的（弗吉尼亚）联邦宪章，该部门有权执行弗吉尼亚州法律。 大桥沿路每半英里设有紧急呼叫箱。收费一览表，天气报告，和其他信息均有在大桥的官方网站上。

## 旅游业

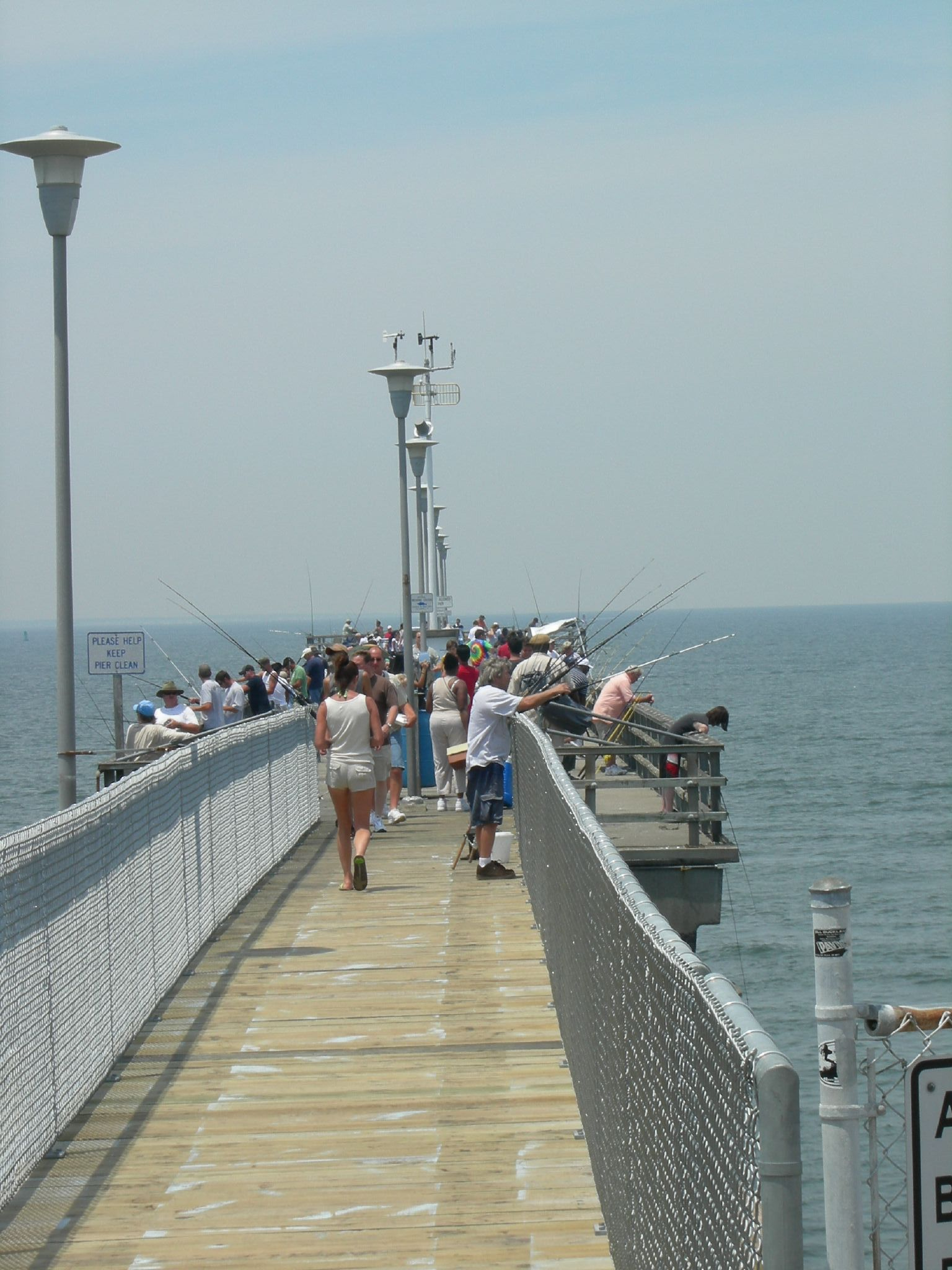
人工岛上的钓鱼码头

CBBT促使隧桥成为不仅是提供前往南北向游客的交通设施，而自身也是一个旅游目的地。根据CBBT区，对于去往他处的旅客，如在特拉华州威明顿（和它北边）与弗吉尼亚海滩区域/北卡外滩之间穿梭的旅客，隧桥也可以节省超过90英里（140）的路程。和旅客常走隧桥而避开的州际公路不同，这条捷径上有交通信号灯。
在大桥北处德玛瓦半岛，游客可参观附近的Kiptopeke州立公园，东海岸国家野生动物保护区。渔夫岛国家野生动物保护区，露营地，以及其他度假地点。弗吉尼亚海滩附近的游客目的地在南边，包括首次登陆州立公园，诺福克植物园，弗吉尼亚海滩海洋历史博物馆，大西洋野禽遗产博物馆和弗吉尼亚水族海洋科学中心。
司机可以在北端风景秀丽的高地上停车，也可以在南端的海鸥岛（四个人工岛之一）驻足。海鸥岛处的过往船只可能包括美国海军军舰，核潜艇和航空母舰，同时也有大型货船和帆船。CBBT当局在岛上运营一个餐厅和一个礼品店。游客鼓励在全年全天开放的625-英尺（191-）长的码头上钓鱼。码头上有厕所，洗鱼站，和认证称重点。青鱼，鳟鱼，黄花鱼，比目鱼和其他物种可在码头捕获。CBBT大桥也成为了鸟类的栖息地，观鸟者来到此隧桥的北端风景高地和南端海鸥岛观赏。

## 尺寸
CBBT主要特点有，两个顶针浅滩下的1-英里（1.6-）隧道，切萨皮克航道，和两条高架桥（高出另外两个航道22.9米：北部航道桥和渔夫水湾桥）。余下部分包括12英里（19）低栈桥，2英里（3.2）堤道和四个人工岛。
CBBT海岸间长17.6英里（28.3），基本上是跨了一个海峡的距离了。将近陆公路包含在内，总体设施长达23英里（37）（收费广场之间长20英里或32），尽管有这样的长度，此隧桥从南到北之间的高度差仅有6英寸（152）。
人工岛，每个大小约5.25英畝（2.12公頃），位于两个隧道的两端。北部航道和渔夫小湾之间，此设施在渔夫岛路面铺过，作为美国鱼类野生动物局管理的弗吉尼亚国家野生动物保护区东岸的一部分，此岛也是一个障壁岛。
隧桥的混凝土支柱称之为桩。如果将桥墩首尾相连，长度大约会到100英里（160），大致是纽约市到费城的距离。

## 收费表
2022年5月15起生效，旺季定义为在5月15日至9月11日期间每个周五到周日。非高峰季节是所有其他时间，以下价格为非高峰收费。
客车，轻型卡车，摩托车和娱乐车
| 第一类 | 第二类                                     | 第三类                       | 第四类                       |
| --- | ------------------------------------------ | ---------------------------- | ---------------------------- |
| 两轴，四轮车辆，包括轿车，皮卡车，平板卡车，旅行车，15个座位以内的轻型客车/面包车，摩托车（包括三轮摩托车，牵引的拖车或侧车） | 任何第一类牵有一轴拖车的车辆（摩托车除外） | 任何第一类牵有两轴拖车的车辆 | 任何第一类牵有三轴拖车的车辆 |
| 14.00美元 | 20.00美元                                  | 24.00美元                    | 29.00美元                    |

公交车
| 第八类                 | 第十四类   | 第十五类   |
| ---------------------- | ---------- | ---------- |
| 弗吉尼亚法典定义的校车 | 两轴公交车 | 三轴公交车 |
| 1.00美元               | 36.00美元  | 36.00美元  |

重型卡车和娱乐车
| 第九类                 | 第十类                                    | 第十一类                      | 第十二类                                                                  | 第十三类                                                                   | 第十六类                                                                                                |
| ---------------------- | ----------------------------------------- | ----------------------------- | ------------------------------------------------------------------------- | -------------------------------------------------------------------------- | --- |
| 两轴，六轮（巴士除外） | 三轴车辆（巴士除外）; 9类车辆拖有一轴挂车 | 四轴车辆; 9类车辆拖有两轴挂车 | 五轴车辆; 9类车辆拖有三轴挂车；10类车辆拖有两轴挂车；11类车辆拖有一轴挂车 | 六轴车辆; 10类车辆拖有三轴挂车；11类车辆拖有两轴挂车；12类车辆拖有一轴挂车 | 特别超大车辆（*），即时速无法保持45英里，超过8万磅，长100英尺，或宽8尺6寸的车辆。（最大许可宽度14英尺） |
| 21.00美元              | 25.00美元                                 | 34.00美元                     | 43.00美元                                                                 | 52.00美元                                                                  | 242.00美元                                                                                              |

（*）除非超宽车辆小于10尺6寸，否则要求提供护送费和预先审批140.00美元
支付方式
付款方式：现金、信用卡（MasterCard、Visa、Discover 和 American Express）、Scrip 和 E-ZPass。所有折扣都需要使用 E-ZPass。 
为感到无法自行驾驶过桥的顾客提供驾驶项目（只接受预约）无额外费用。拨打757.331.2960进行预约。
周日到周四晚9点到早6点预计隧道停滞时间长达15分钟。